# Ri Myŏngkuk
Đây là một tên người Triều Tiên, họ là Ri.
Ri Myŏngkuk hay Ri Myong-Guk (Chosŏn'gŭl: 리명국, Hancha: 李明國), sinh 9 tháng 9 năm 1986 tại Bình Nhưỡng) là một cựu cầu thủ bóng đá chuyên nghiệp người CHDCND Triều Tiên thi đấu ở vị trí thủ môn.
Anh đã chơi 15 trận đấu trong khuôn khổ Vòng loại Giải vô địch bóng đá thế giới 2010 cho CHDCND Triều Tiên. Ri chỉ mới 20 tuổi khi anh có trận đấu đầu tiên cho đội tuyển quốc gia trong trận đấu với Mông Cổ. Sau đó, nhờ thi đấu xuất sắc trong trận thắng Jordan 1-0, anh trở thành thủ môn chính thức của đội tuyển. Tại vòng loại, Ri đã lập kỷ lục 6 trận liên tiếp giữ sạch lưới (625 phút). Anh đã từng được đề cử cho danh hiệu Cầu thủ xuất sắc nhất châu Á năm 2009.
Tại vòng 4 vòng loại World Cup 2010 khu vực châu Á, Ri chỉ để thủng lưới 5 bàn trong 8 trận đấu với các đối thủ Hàn Quốc, Ả Rập Saudi, Iran và UAE. Trong trận đấu cuối cùng ở vòng loại với Ả Rập Saudi, anh đã giữ sạch lưới giúp Triều Tiên chính thức trở lại World Cup sau 44 năm. Sau khi trận đấu đó kết thúc, anh đã nói "Tôi cảm thấy tôi đã bảo vệ được cửa ngõ vào quê hương tôi".
Ri có tên trong danh sách 23 cầu thủ CHDCND Triều Tiên tham dự World Cup 2010 tại Nam Phi. Tại World Cup 2010, anh thi đấu đầy đủ cả ba trận của đội tuyển CHDCND Triều Tiên tại giải, để lọt lưới 12 bàn. Tuy nhiên, theo thống kê của FIFA, anh là thủ môn có số lần cứu thua nhiều nhất sau vòng bảng với 21 lần.
Ri tiếp tục có tên trong đội hình đội tuyển CHDCND Triều Tiên tham dự Cúp bóng đá châu Á 2011 tại Qatar. Tuy nhiên, đội tuyển Triều Tiên đã rời giải ngay sau vòng bảng với chỉ 1 điểm và không ghi được bàn thắng nào, để thủng lưới 2 bàn. Bốn năm sau, anh tiếp tục là thủ môn bắt chính của đội tuyển CHDCND Triều Tiên tại Cúp bóng đá châu Á 2015 ở Úc và lần này đội tuyển Triều Tiên cũng bị loại ngay sau vòng bảng với ba trận thua và bảy lần bị chọc thủng lưới.
Cha và chú của Ri cũng từng là thủ môn của đội tuyển CHDCND Triều Tiên còn mẹ anh là vận động viên bóng chuyền.